# 姬路貨運站
姬路貨運站（日语：／ Himeji-kamotsu eki */?）是一个坐落于日本兵库县姬路市別所町別所字仲畑，属于日本货物铁道（JR货物）的铁路车站，位于山阳本线上。
姬路貨運站于1994年（平成6年）3月21日开始营业。与其相邻的姬路别所站于2005年（平成17年）3月1日开始营业。在营业里程的计算中，该站与姬路别所站位于同一地点，且共用场内信号机及出发信号机。因此，司机等工作人员使用的时刻表及运行图中，该站被记为「別所・姬貨」，与其旁边的姬路别所站被视为同一车站。

## 可处理货物类型
- 集装箱货物
  - 12ft集装箱、20ft・30ft大型集装箱及TEU。
- 本站可处理工业废料及特殊工业废料。[1]

## 接驳运输
- 本站与没有货运列车开行的湖山线外货运站间有载货汽车进行接驳运输，一日开行两个往返班次。[2]

## 车站构造
有长500米的集装箱装卸站台面2个，采用到发线装卸方式（E&S方式）的到发装卸线3条，到发线1条，另有其他数条侧线。

## 历史
- 1994年（平成6年）3月21日 - 本站开始营业，原姫路站的货运服务终止，原属于姫路站的货运业务由本站承接。
- 2005年（平成17年）3月1日 - 本站北侧山阳本线(JR神户线)上的姬路别所站开始营业。

## 相邻车站
日本货物铁道
山阳本线
曾根－姬路貨運站（姬路别所站）－御着